# David W. Mack
David W. Mack (Cincinnati, Ohio, Estados Unidos, 7 de octubre de 1972) es un dibujante y escritor de cómics estadounidense, conocido por su serie Kabuki y por cocrear con Joe Quesada el superhéroe Echo de Marvel Comics.

## Primeros años
Mack se graduó de la Ludlow High School en 1990, donde escribió y actuó en muchas de las producciones teatrales de la escuela. Dio el discurso de graduación allí en 2003. Mack no asistió a una escuela de arte especializada, pero obtuvo becas para la Northern Kentucky University durante cinco años, una beca de cuatro años basada en su cartera de obras de arte y, en su quinto año, la Beca del Decano para académicos. Se graduó en 1995 con un BFA en diseño gráfico.

## Carrera profesional
Mack comenzó a publicar Kabuki en 1994 a través de Caliber Press, y luego trasladó la serie a Image Comics. Ahora se lanza a través del sello Icon Comics de Marvel Comics. Completó el primer libro, Kabuki: Circle of Blood, mientras aún estaba en la universidad. Mack también ha trabajado en publicaciones de Marvel Comics como Daredevil, Alias, New Avengers y White Tiger.
Fue nominado al Premio Eisner 2020 en las categorías de Mejor Pintor/Artista Digital y Mejor Artista de Portada.

### Obras de arte interiores
- Daredevil, vol. 2, n.° 16–19, n.° 50 (con el escritor Brian Bendis, 2000, 2003), n.° 51–55
- Daredevil: End of Days #3, #6, #8
- Kabuki: Fear the Reaper - 1994[6]
- Kabuki: Circle of Blood (vol 1) # 1–6[6]
- Kabuki: Dreams (vol 2) # 1–4[6]
- Kabuki: Masks of the Noh (vol 3) #1–4[6]
- Kabuki: Skin Deep (vol 4) # 1–4[6]
- Kabuki: Metamorphosis (vol 5) # 1–9[6]
- Kabuki: The Alchemy (vol 7) # 1–9[6] Marvel Comics
- New Avengers # 39 (con el escritor Brian Bendis, 2008)
- Grendel: Black, White & Red (Dark Horse Comics)[7]
- Reflections n.° 1–15 (Image Comics y Marvel Comics)[8]
- Dream Logic n.° 1–4 (Marvel Comics)

### Portadas
- Jessica Jones # 1-18 (2016-2018)
- Alias n.º 1–28 (2001–2004)
- Daredevil, vol. 2, #9–25 (1999–2001)
- Green Arrow, vol. 3, n.º 8 (2011)
- Liga de la Justicia de América, vol. 2, #44–45, 51–53 (2010–2011)
- Miss Marvel, vol. 2, #6–8 (2007)
- Swamp Thing, vol. 3, # 13–15 (2001)
- Ultimate Marvel Team Up # 15-16 (2002)
- White Tiger n. ° 1–6 (2006)
- The Realm, vol. 2, #7 (1994)
- American Gods, (2017-presente)
  1. Shadows
  2. My Ainsel
- Vampire: The Masquerade (2020-presente)[9]

### Escritor
- Daredevil, vol. 2, #9–11, #13–15 (con el artista Joe Quesada, David Ross, 1999–2000)
- Daredevil vol. 2 n. ° 51–55 (2003–2004)[10]
- Daredevil End of Days #1–8 (con Brian Michael Bendis, 2012-2013)
- Philip K. Dick 's: Electric Ant #1–5 (con el artista Pascil Alixe, 2010)
- SE7EN[11]
- Kabuki: Fear The Reaper – 1994[6]
- Kabuki: Circle of Blood (vol 1) # 1–6[6]
- Kabuki: Dreams (vol 2) # 1–4[6]
- Kabuki: Masks of the Noh (vol 3) #1–4[6]
- Kabuki: Skin Deep (vol 4) # 1–4[6]
- Kabuki: Metamorphosis (vol 5) # 1–9[6]
- Kabuki: Scarab (vol 6) # 1–8[6]
- Kabuki: The Alchemy (vol 7) # 1–9[6] (Marvel Comics)

### Escritor / artista
- Captain America: The Winter Soldier (2014) Títulos principales
- Daredevil, vol. 2, n.° 51–55 (2003–2004)
  - Extraído como "Vision Quest: Echo" en Moonshot: The Indigenous Comics Collective vol. 1, págs. 12–21 (Alternate History Comics, 2015)
- Dream Logic n. ° 1 a 4 (2010)
- Kabuki n.° 1–9 (1997)

### Libros para niños
- The Shy Creatures Feiwel & Friends (2007)